# Jonás Larguía
Jonás Larguía (San Roque, Córdoba, Argentina, 1832 - Santa Fe, Argentina, 1891) fue un arquitecto, ingeniero y escultor argentino, quien realizó los planos y construyó el antiguo edificio del Congreso Nacional, ubicado frente a la Plaza de Mayo, en la ciudad de Buenos Aires.

## Infancia y juventud
Nacido en la localidad cordobesa de San Roque, siendo sus padres Francisco Solano Larguía (cordobés) y Tomasa Olmos y Aguilera (catamarqueña). Jonás Larguía realizó sus estudios en la capital provincial. Posteriormente, recibió una beca del escritor Juan María Gutiérrez, lo que le permitió trasladarse a Roma para estudiar en la Insigne Pontificia Academia di San Luca.

## Trayectoria

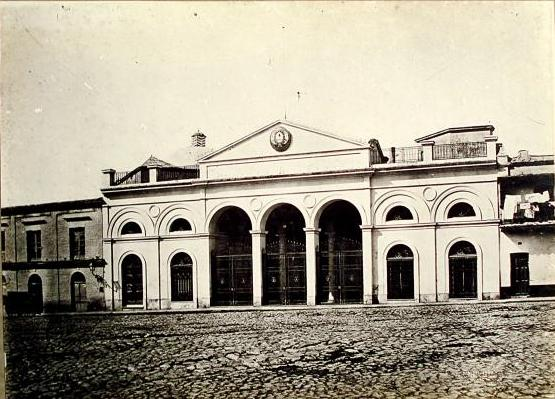
Antiguo Congreso Nacional de la Argentina, en Plaza de Mayo. Se conserva la sala de sesiones.

Tras regresar a la Argentina, el presidente Bartolomé Mitre le encargó la construcción del Palacio Legislativo de Buenos Aires, para que el Congreso pudiera sesionar. El 12 de marzo de 1863, el ministro Guillermo Rawson aprobó y firmó los planos y el presupuesto para la construcción del edificio, que se ubicaría frente a la Plaza de Mayo, en la esquina de las calles Balcarce y Victoria (actualmente Hipólito Yrigoyen), en diagonal donde antiguamente se encontraba el antiguo fuerte de la ciudad y actualmente la Casa Rosada. El edificio, de tres arcos y con algunos detalles coloniales, fue inaugurado el 12 de mayo de 1864, con la presencia de Mitre y de todos sus ministros.
En 1865, Larguía presentó los planos para la construcción de la iglesia de la parroquia San Pablo de Salto, los cuales fueron aprobados. El 23 de abril de ese mismo año se colocó la piedra fundamental del templo y comenzó la construcción de los cimientos. Sin embargo, Larguía no se presentó en la localidad para dar inicio a la obra y fue reemplazado, a partir de 1867, por el arquitecto Scolpini. Larguía es también autor de la residencia La chinesca, que fue construida para el gobernador de Santa Fe; en ella, incluso, llegó a funcionar la legislatura provincial.
Entre sus cargos públicos se destacan el de Inspector Nacional de Colonias, Director de la Oficina de Estadística de la provincia de Santa Fe y Diputado Nacional (1878-1882). Jonás Larguía falleció en 1891 en la ciudad de Santa Fe.
En la ciudad de Rosario, hay un pasaje en el distrito Sur de 2 cuadras que llevan su nombre. La localidad de Larguía en Santa Fe debe su nombre a su hermano Facundo Nicolás Larguía.